# Kitchee SC

## Jucători Notabili
• Diego Forlán 
• Juninho 